# 1964 у кіно

## Події
- 29 квітня-14 травня — 17-й Каннський міжнародний кінофестиваль, Канни, Франція.
- 26 червня-7 липня — 14-й Берлінський міжнародний кінофестиваль, Західний Берлін.
- 26 липня — 9-та церемонія вручення кінопремії Давид ді Донателло, Таорміна, Італія.
- 26 серпня-8 вересня — 25-й Венеційський міжнародний кінофестиваль, Венеція, Італія.

## Фільми

### Зарубіжні фільми
- Вісім з половиною / Otto e mezzo (реж. Федеріко Фелліні)
- Грек Зорба / Zorba the Greek (реж. Міхаліс Какоянніс)
- Євангеліє від Матвія / Il vangelo secondo Matteo (реж. П'єр Паоло Пазоліні)

### УРСР
- Сон
- Тіні забутих предків
- Сувора гра

## Персоналії

### Народилися
- 7 січня — Ніколас Кейдж, американський актор.
- 11 січня — Альбер Дюпонтель, французький актор, комік, кінорежисер та сценарист.
- 13 січня — Пенелопа Енн Міллер, американська акторка.
- 27 січня — Бріджит Фонда, американська акторка кіно.
- 5 лютого — Лора Лінні, американська акторка, співачка.
- 10 лютого — Франческа Нері, італійська кіноакторка.
- 18 лютого — Метт Діллон, американський актор.
- 9 березня:
  - Жульєт Бінош, французька акторка.
  - Валері Лемерсьє, французька акторка, кінорежисерка, сценаристка та співачка.
- 17 березня — Роб Лоу, американський актор.
- 7 квітня — Рассел Кроу, новозеландський кіноактор.
- 20 квітня — Кріспін Гловер, американський актор, режисер, продюсер.
- 12 травня — Федір Бондарчук, російський актор, режисер, сценарист.
- 12 травня — П'єр Морель, французький кінорежисер та кінооператор.
- 15 червня — Кортні Кокс, американська акторка.
- 3 липня — Олексій Серебряков, російський актор.
- 15 липня:
  - Ален Гіроді, французький кінорежисер та сценарист.
  - Еппле Жанна Володимирівна, радянська та російська акторка театру і кіно, телеведуча
- 26 липня — Сандра Буллок, американська акторка.
- 2 вересня — Кіану Рівз, канадський / американський актор і музикант.
- 22 вересня — Бенуа Пульворд, бельгійський актор, комік.
- 3 жовтня — Клайв Оуен, британський кіно- і театральний актор.
- 18 листопада — Сабу, японський кінорежисер, сценарист та актор.
- 27 листопада — Робін Гівенс, американська акторка.
- 8 грудня — Тері Гетчер, американська акторка, письменниця, модель.

### Померли
- 7 січня — Бернард Герзбрун, американським артдиректор та художник-постановник (нар. 1891).
- 19 січня — Оленьов Павло Олексійович, радянський російський актор театру і кіно.
- 21 січня — Йозеф Шильдкраут, австрійський актор.
- 29 січня — Алан Ледд, американський актор (нар. 1913).
- 31 січня — Ейсимонт Віктор Владиславович, радянський кінорежисер.
- 29 лютого — Макаров Василь Іванович, радянський актор театру та кіно.
- 10 березня — Леон Муссінак, французький письменник, мистецтвознавець, кінокритик і теоретик кіно.
- 23 березня — Пітер Лорре, австрійський і американський актор театру і кіно, режисер, сценарист.
- 18 квітня — Бен Гехт, один з найуспішних і затребуваних сценаристів класичного Голлівуду.
- 13 травня — Діана Віньяр, англійська акторка.
- 14 травня — Жан д'Ід, французький театральний та кіноактор (нар. 1880).
- 22 травня — Гобарт Генлі, американський актор, режисер, сценарист і кінопродюсер.
- 13 червня:
  - Ценін Сергій Сергійович, російський, радянський актор, кінорежисер, сценарист.
  - Названов Михайло Михайлович, артист Росії.
- 27 червня — Мона Баррі, американська акторка.
- 6 серпня — Седрік Хардвік, британський актор (нар. 1893).
- 28 вересня — Гарпо Маркс, американський комедійний актор, мім та музикант.
- 7 жовтня — Бернгард Ґецке, німецький кіноактор (нар. 1884).
- 10 жовтня — Едді Кантор, американський комедійний актор, танцюрист, співак і автор пісень.
- 27 жовтня — Рудольф Мате, американський кінооператор і кінорежисер польського походження.
- 26 листопада — Боділ Іпсен, данська акторка і кінорежисер (нар. 1889).
- 28 листопада — Роже Юбер, французький кінооператор.
- 4 грудня — Трояновський Михайло Костянтинович, російський актор.